# The Farm (brytyjska grupa muzyczna)
The Farm – brytyjska (angielska) grupa muzyczna założona w 1983 roku w Liverpoolu. Jej obecnymi członkami są: Peter Hooton (wokalista), Keith Mullin (gitarzysta), Steve Grimes (gitarzysta i klawiszowiec), Carl Hunter (basista), Ben Leach (klawiszowiec) i Roy Boulter (perkusista). Grupa nagrała 3 albumy studyjne, 3 kompilacje, album koncertowy i 3 video. Jej największym przebojem jest piosenka "All Together Now" z debiutanckiego albumu "Spartacus" (1991 rok).

## Skład zespołu
- Peter Hooton – wokalista (1983-1996, od 2004)
- Keith Mullin – gitarzysta (1986-1996, od 2004)
- Steve Grimes – gitarzysta, klawiszowiec (1983–1996, od 2004)
- Carl Hunter – basista (1986–1996, od 2004)
- Ben Leach – klawiszowiec (1988–1996, od 2004)
- Roy Boulter – perkusista (1987–1996, od 2004)

## Dyskografia

### Albumy studyjne
- Spartacus (1991)
- Love Sees No Colour (1992)
- Hullaballo (1994)

### Albumy kompilacyjne
- Pastures Old and New (1986)
- Best of The Farm (1998)
- The Very Best of the Farm  (2001)

### Album koncertowy
- All Together with the Farm (2007)